# ستيف هولاند (لاعب كرة قدم)
ستيف هولاند (بالإنجليزية: Steve Holland)‏ هو لاعب كرة قدم بريطاني، ولد في 30 أبريل 1970 في دربي في المملكة المتحدة. لعب مع ديربي كاونتي ونادي بوري.